# Limbi slave
Limbile slave (sau slavice) formează o familie de limbi înrudite, vorbite de popoarele slave (ruși, ucraineni, bieloruși, polonezi, bulgari, cehi, croați, slovaci, sârbi etc.), care trăiesc în special în Europa Centrală și de Est, în Balcani și în partea de nord a Asiei. Ele formează o ramură a limbilor indo-europene.
Termenul „limbi slavice” este în prezent considerat învechit, dar mai poate fi găsit încă în multe lucrări de specialitate. Termenul „limba slavonă” se referă strict la limba slavă bisericească și literară, care s-a dezvoltat în Rusia, Serbia și Bulgaria din slava veche bisericească, folosită mai cu seamă în traduceri slave din cărțile grecești de cult din secolele IX–XI.

## Clasificare
Limbile slave se împart în 3 mari grupe, atât din punct de vedere geografic, cât și privind evoluția acestor limbi după desprinderea din trunchiul comun.
Slave de vest:
- Sorabe:
  - Sorabă de jos;
  - Sorabă de sus.
- Lehitice:
  - Polabă – dispărută;
  - Poloneză;
    - Sileziană;

  - Pomeraniană;
    - Cașubiană;
    - Slovinciană – dialect dispărut.
- Ceho-slovace:
  - Cehă;
  - Cnaanică sau Iudeo-slavică – dispărută;
  - Slovacă.

Limbile slave de sud:
- Vestice:
  - Slovenă;
  - Bosniacă;
  - Croată;
  - Muntenegreană;
  - Sârbă; 
    - Romano-sârbă.
- Estice:
  - Slavonă (folosită în biserică);
    - Bulgară;
    - Macedoneană.

Limbi slave de est:
- Bielorusă (sau Belarusă)
- Ucraineană
- Ruteană
- Rusă

Există, de asemenea, o limbă artificială, numită interslavă, construită pentru a fi înțeleasă ușor de vorbitorii limbilor slave.

## Istorie
Teoriile despre istoria veche a limbii proto-slave, strămoșul comun al tuturor limbilor slave și descendent al limbii proto-indo-europene, sunt numeroase și contradictorii. În timp ce unii lingviști susțin că limba proto-slavă se înrudea cu limba proto-baltică, dovedind acest lucru prin anumite asemănări gramaticale și lexicale între acestea, alți lingviști afirmă că asemănările se datorează unei învecinări îndelungate. O a treia teorie, mai puțin acceptată, este aceea potrivit căreia strămoșul limbilor slave ar fi apărut în Balcani, de unde s-ar fi răspândit ulterior în celelalte zone.
Este, totuși, foarte probabil ca până în secolele X-XI toți slavii să fi vorbit o limbă unică, cu foarte puține deosebiri regionale. Ceea ce a determinat diferențierea limbilor slave a fost răspândirea lor pe o arie foarte largă, amestecul cu diferite popoare autohtone, care a determinat diverse împrumuturi, urmată de așezarea unor alte popoare între teritoriile ocupate de slavi, maghiarii sosiți în Câmpia Panoniei întrerupând bunăoară legăturile dintre slavii de sud și cei de vest.